# イブン・ジュルジュル
イブン・ジュルジュル（Ibn Juljul, 943年頃生、994年以降歿）は、10世紀イベリア半島のムスリムの医者、薬理学者。後ウマイヤ朝のカリフ・ヒシャーム2世の典医を務めた。医学と哲学の歴史に関する歴史書を著したことで知られる。

## 生涯
イブン・ジュルジュルの生涯に関する多くの情報は、彼自身が書き残した自伝が情報源である。自伝の原本は散逸してしまっているが、その内容はいくつかの書物に引用されており、伝存している。その中でも、ハフス朝チュニジアの詩人イブン・アッバール（1260年歿）の著作 Takmilla における引用は、イブン・アッバールが自伝の原本を参照した可能性が高いため確度が高い。その他の情報源としては、イブン・アビー・ウサイビア（1269年頃歿）の Uyūn がある。
イブン・ジュルジュルはヒジュラ暦332年（西暦943年又は944年に相当）にコルドバで生まれた。名前（イスム）は「スライマーン」、父親の名前は「ハッサーン」という。クンヤについては「アブー・ダーウード」とも伝わるが、「アブー・アイユーブ」が正確なようである（Abū Ayyūb Sulaymān b. Ḥassān, Ibn Juljul al-Andalusī, al-Qurṭubī）。イブン・アッバールによると、イブン・ジュルジュルには兄がおり、ややこしいことにその兄も「イブン・ジュルジュル」の通り名で呼ばれていた。なお「ジュルジュル」は小さな鈴を意味する純然たるアラビア語だが、フアード・サイイドはアラブの征服以前のイベリア半島の住人たちの言葉であると誤認し、イブン・ジュルジュルがムワッラドであったと推測している。
11歳ごろからコルドバで、アブー・バクル・アフマド・イブン・ファドル・ディーナワリーという名の師の下でアラビア語文法学と伝承学を学んだ。14歳のときに医学に転向、24歳までの10年間、後ウマイヤ朝の宮廷で医学を学び、権威ある者と認められるようになった。
当時のコルドバ宮廷はアブドゥッラフマーン3世を君主とし、そこには宰相であり典医も務めたユダヤ人、ハスダイ・イブン・シャプルートを中心とする、ギリシア由来の学問を修めた学者のグループが形成されていた。イブン・ジュルジュルが医学を学んだのはそのような環境においてであった。イブン・ジュルジュルはその後、カリフ・ヒシャーム2世（在位977年-1009年）の典医を務め、後進の医学者も育てた。亡くなったのは西暦994年以降のようである。
イベリア半島のイスラーム時代は、イブン・ジュルジュルの生きた時代から500年近く続く。この間に書かれた本草学の著作においてはイブン・ジュルジュルへの言及が頻繁にみられることから、イブン・ジュルジュルの著作が長く読み継がれた可能性は高い。

## 著作
以下はイブン・ジュルジュルが著した、本草学（薬草を含む医療用植物に関する学術）の分野に関する、題名と内容の少なくとも一部が伝存している著作のリストである。
- Tafsīr asmā' al-adwiya al-mufrada min kitāb Diyusqūridūs
- Maqāla fī dhikr al-adwiya al-mufrada lam yadhkurha Diyusqūridūs
- Maqāla fī Adwiyat at-tiryāq
- Risālat al-tabyīn fī-mā ghalaṭa fīhi ba'ḍ al-mutaṭabbibīn

982年に書かれた Tafsīr asmā' al-adwiya al-mufrada min kitāb Diyusqūridūs （ディオスコリデスの著作中の医療用植物の名前の解説）は、フナイン・イブン・イスハークによるディオスコリデスの著作の翻訳に対する註釈書である。317種類の医療用植物のギリシア語名とアラビア語名を対照させ、それらの見分け方について説明する。ただし、伝存するのはその一部に過ぎない。
Maqāla fī dhikr al-adwiya al-mufrada lam yadhkurha Diyusqūridūs （ディオスコリデスにより言及された医療用植物について）は Tafsīr の後に書かれ、ディオスコリデスの著書 De materia medica を補完する内容になっている。Maqāla fī Adwiyat at-tiryāq はテリアカに関する著作である。Risālat al-tabyīn fī-mā ghalaṭa fīhi ba'ḍ al-mutaṭabbibīn（幾人かの医学者の誤りについて）は、偽医師による誤った医療行為について書かれた著作のようである。
アルベルトゥス・マグヌスは、著作 De sententiis antiquorum と De materia metallorum (De mineralibus, III, 1, 4) の中で、"Gilgil" という名前の著者の De secretis という著作を引用している。"Gilgil" はおそらくイブン・ジュルジュルのことであり、De secretis は散逸して現代には伝わらなかった彼の著作のようである。
- Ṭabaqāt al-aṭibbā' wa'l-ḥukamā'

イブン・ジュルジュルが987年に書き終えた Ṭabaqāt al-aṭibbā' wa'l-ḥukamā' （医師たちと賢人たちの系譜）は、医学の歴史に関する列伝スタイルの歴史書である。Ṭabaqāt は、医学の歴史について書かれたアラビア語の書物の中で、イスハーク・イブン・フナインによる Ta'rīḥ al-aṭibbā' に次いで、2番目に古いものである。しかし、Ta'rīḥ al-aṭibbā' よりも記述が正確であり、網羅的である。
Ṭabaqāt al-aṭibbā' wa'l-ḥukamā'  は列伝形式であり、ギリシア・ローマ・東方イスラーム世界から31人、西方イスラーム世界から26人、全部で57人の医学者を選び、師弟関係に基づいて9つの系譜に分類したものである。ギリシア・ローマ・東方イスラーム世界の医師31人（神話上の神や人も含む）は、第1のヘルメス、第2のヘルメス、第3のヘルメス、アスクレーピオス、アポローン、ヒポクラテス、ディオスコリデス、ソクラテス、プラトン、アリストテレス、デモクリトス、プトレマイオス、小カト、エウクレイデス、ガレノス、ハーリス・サカフィー、イブン・アビー・ルムタ、イブン・アブハル、マーサルジャワイヒ、バフティシューとその息子ジャブリール、ユハンナー・イブン・マーサワイヒ、ユハンナー・イブン・ビトリーク、イスハーク・イブン・フナイン、キンディー、サービト・イブン・クッラ、クスター・イブン・ルーカー、ラーゼス、スィナーン・イブン・サービト、イブン・ワースィフ、ナスタス・イブン・ジュライジュである。
イブン・ジュルジュルが参照した文献は、古代ギリシア文化のもの（ヒポクラテス、ディオスコリデス、ガレノス）、ラテン文化のもの（オロシウス、イシドールス、以後のイベリア半島のキリスト教徒の医学者たち）、イスラーム文化のもの（アブー・マアシャル）がある。ただし、内容に誤りが多く、特に時系列の順序が間違っていることが多いが、興味深い情報を伝えていることは確かである。列伝の後半部分は10世紀コルドバについて詳細な情報を現代にもたらしている。イブン・ジュルジュルは、アッバース朝のカリフ・ラーディー（940年没）の治世以後、東方イスラーム世界にもはや見るべき重要な人物はいないと言い切っている。

## 発展資料
- Ibn Juljul, Kitāb ṭabaqāt al-aṭibbā' wa'l-ḥukamā' , ed. Fuad Sayyid, Cairo, 1955.
  - Ṭabaqāt の伝存する唯一の写本に基づいて制作された刊本[3]。アラビア語[3]。
- Vernet, Juan. « Los médicos andaluces en el Libro de las generaciones de los médicos de Ibn Ýulýul », Anuario de Estudios Medievales 5, 1968, p. 445-462. （再録： Estudios de Historia de la Ciencia Medieval, Barcelone, 1979, p. 469-486.）
  - Ṭabaqāt の後半部分からアンダルスの医学者に関する部分のみを現代スペイン語に翻訳したもの[3]。
- Garijo, Ildefonso. « El tratado de Ibn Ýulýul sobre los medicamentos que no mencionó Dioscórides », in Ciencia de la naturaleza en Andalusia. Textos y Estudios I, éd. Expiración Garcia Sànchez, Grenade, 1990, p. 57-70.
- Dietrich, Albert : Die Ergänzung Ibn Ğulğul’s zur Materia medica des Dioskurides. Arabischer Text nebst kommentierter deutscher Übersetzung. Vandenhoeck & Ruprecht, Göttingen 1993 ISBN 3-525-82589-7
  - Maqāla fī dhikr al-adwiya al-mufrada lam yadhkurha Diyusqūridūs のドイツ語翻訳と解説。